# Улица Кривоносова
Улица Кривоносова — улица в Центральном микрорайоне Выборга, расположенная в историческом районе Папула. Проходит от виадука через железнодорожные пути станции Выборг до Папульского моста.

## История
Первые здания в районе Папула появились в XVI веке. Это были усадебные постройки, а также кирпичный завод. В 1593 году упоминается общегородское пастбище под названием Папула. Здесь проходила Карельская («Корельская») дорога (позже — «дорога в Кексгольм и Нейшлот»).
В литературе приводятся различные версии происхождения названия района и горы, одна из которых связана с употреблением латинского языка католической церковью: до 1563 года здесь было имение католического монастыря доминиканцев, а по-латыни одно из значений слова «papula» — «возвышенность». Территория, по которой проходит улица, до 1860-х годов находилась за пределами города и относилась к Петербургскому форштадту — предместью Выборга с неупорядоченной деревянной застройкой. Одной из самых заметных построек того периода было здание Бёмской школы.
В 1861 году выборгским губернским землемером Б. О. Нюмальмом был разработан городской план, предусматривавший снос устаревших укреплений Рогатой крепости и формирование сети новых прямых улиц, разделивших территорию бывшего форштадта на участки правильной формы. В соответствии с планом в 1868 году территория Папулы была включена в черту города в качестве одного из 9 районов, и спрямлённая дорога стала главной магистралью района — Папульской улицей (швед. Papula gatan, фин. Papulankatu). В начале 1880-х годов началось строительство казарм для размещения 8-го Выборгского стрелкового батальона, которые в начале 1900-х были перестроены под нужды 7-го Финляндского стрелкового полка. После провозглашения независимости Финляндии здания занял полк Карельской гвардии. Помимо военных, большую долю в населении Папулы составляли железнодорожники.
С 1912 по 1957 год по улице курсировал трамвай № 2, связывавший район с остальной частью города. С послевоенного времени действует несколько автобусных маршрутов. Улица является одной из важнейших транспортных артерий города, частью магистрального движения автотранспорта, следующего через Выборг.
Активная застройка на Папульской улице началась в 1900-х годах. В 1905 году по проектам Артура Ландстрёма был возведён дом в романтическом стиле на возвышенности в середине улицы, в 1908 году был сдан дом фирмы Sampo с характерным шпилем. Этому зданию, как и всей застройке улицы, был нанесён большой урон в ходе советско-финских войн (1939—1944).

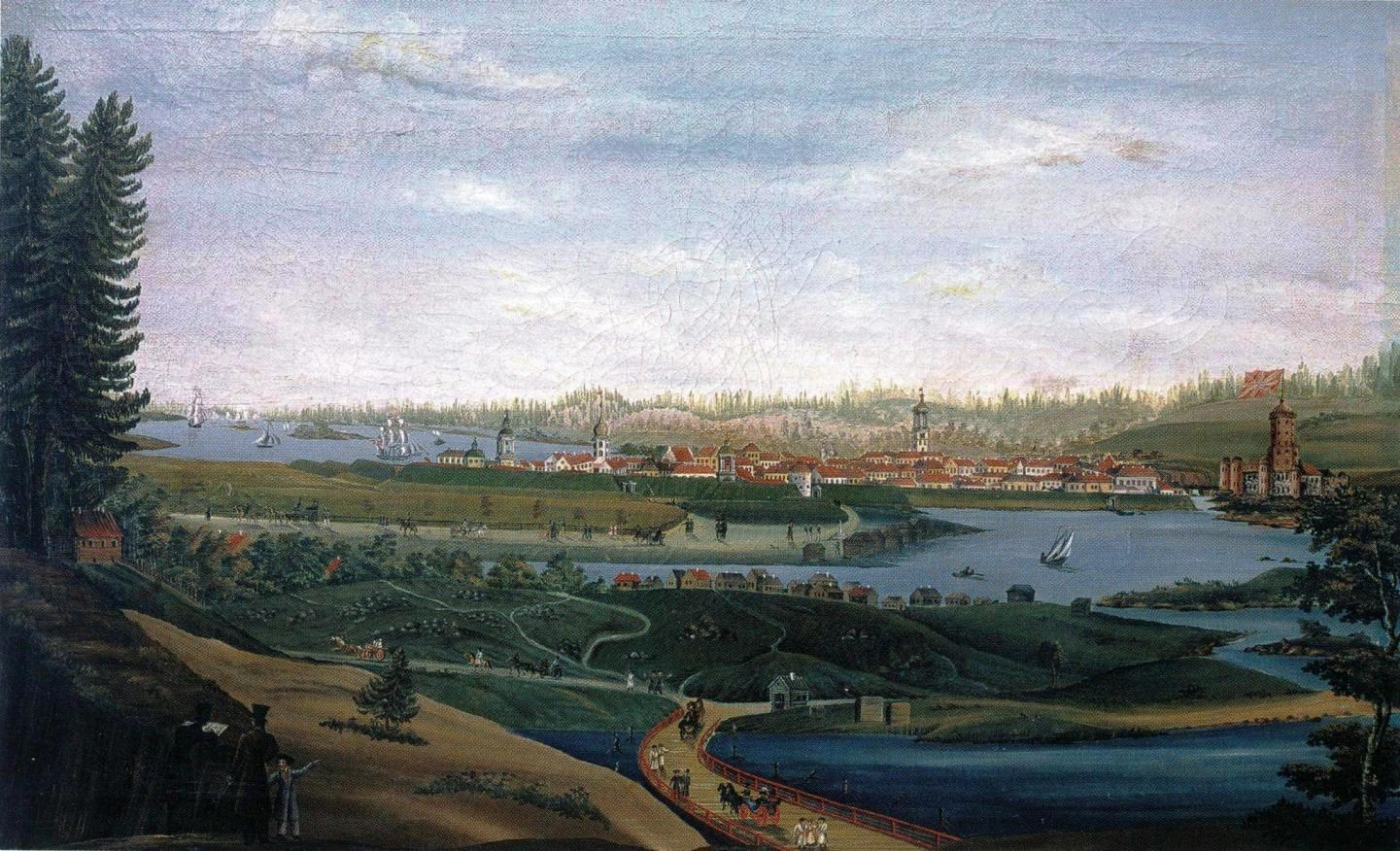
Вид на Выборг с Папулы в начале XIX века. На переднем плане Папульский мост
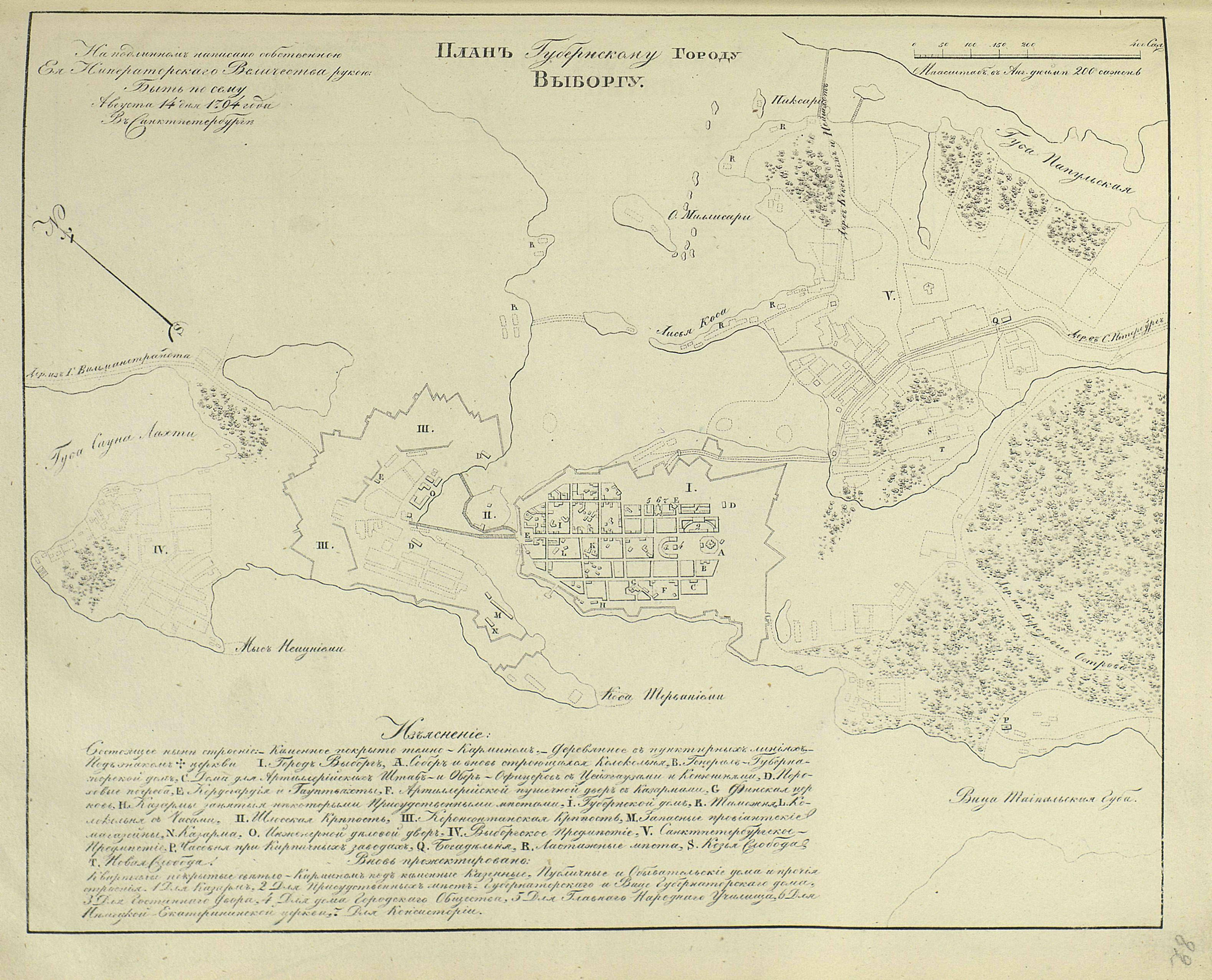
Генеральный план Выборга (1794 год). На плане указана дорога в Кексгольм и Нейшлот
План Выборга с предместьями 1802 года из «Атласа Финляндской губернии с уездами и городами и планами всем публичным строениям 1803 года». На плане указана дорога в Нейшлот
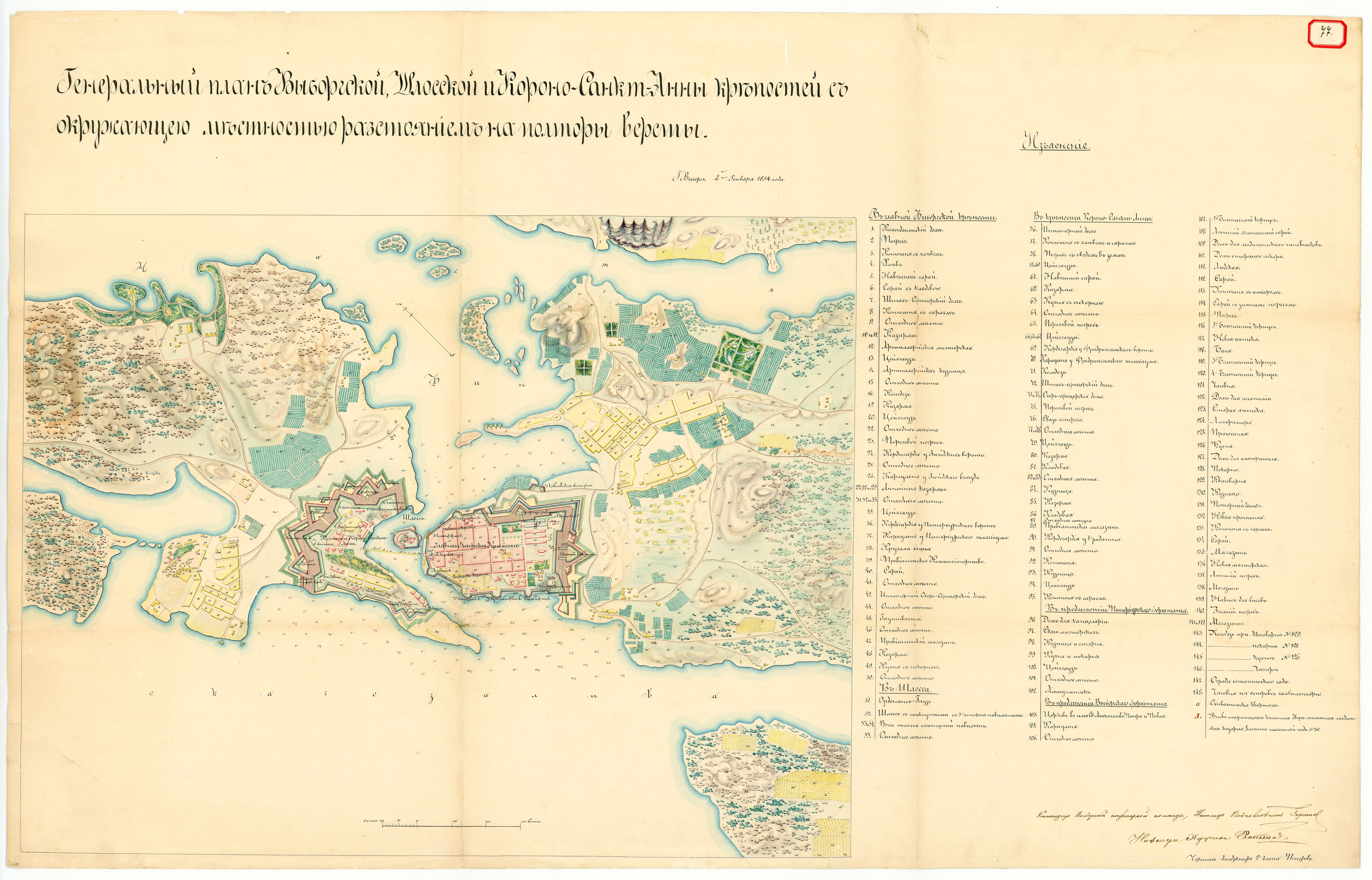
Выборгская крепость и Петербургский форштадт на плане 1854 года
Генеральный план Выборга 1861 года

После перехода Выборга в состав СССР район Папула был переименован в Железнодорожный посёлок, а его главная улица в честь железнодорожника-стахановца П. Ф. Кривоноса стала называться Кривоносовской. Позднее, в ходе упорядочения городских наименований, форма названия изменилась на «Кривоносова» (аналогично и соседняя Майорская улица стала называться «Майорова»). В реестр геонимов Выборга название внесено как «Кривоносова улица», что можно рассматривать как краткую форму притяжательного прилагательного.
В ходе послевоенного восстановления города дом фирмы Sampo был вместе с соседними зданиями отремонтирован, но уже без декоративных элементов, с приспособлением под размещение учебного заведения (сейчас в нём расположен филиал Санкт-Петербургского государственного университета гражданской авиации). Также не сохранилась деревянная православная церковь Тихвинской иконы Божией Матери (на её месте в настоящее время стоит дом № 9Б). Ряд сохранившихся зданий довоенного периода внесён в реестр объектов культурного наследия в качестве архитектурных памятников.
В советский период улица застроена типовыми многоквартирными жилыми домами советской архитектуры — «хрущёвками» (в том числе серии 1-528КП-40) и панельными и кирпичными домами более поздних серий. Также в сквере на нечётной стороне размещался памятник К. К. Шестакову, перенесённый в 1985 году на территорию войсковой части 138-й гвардейской отдельной мотострелковой бригады в посёлке Каменка.
С 2008 года, после разделения всей территории Выборга на микрорайоны, Железнодорожный посёлок упразднён, и улица относится к Центральному микрорайону города.

## Галерея

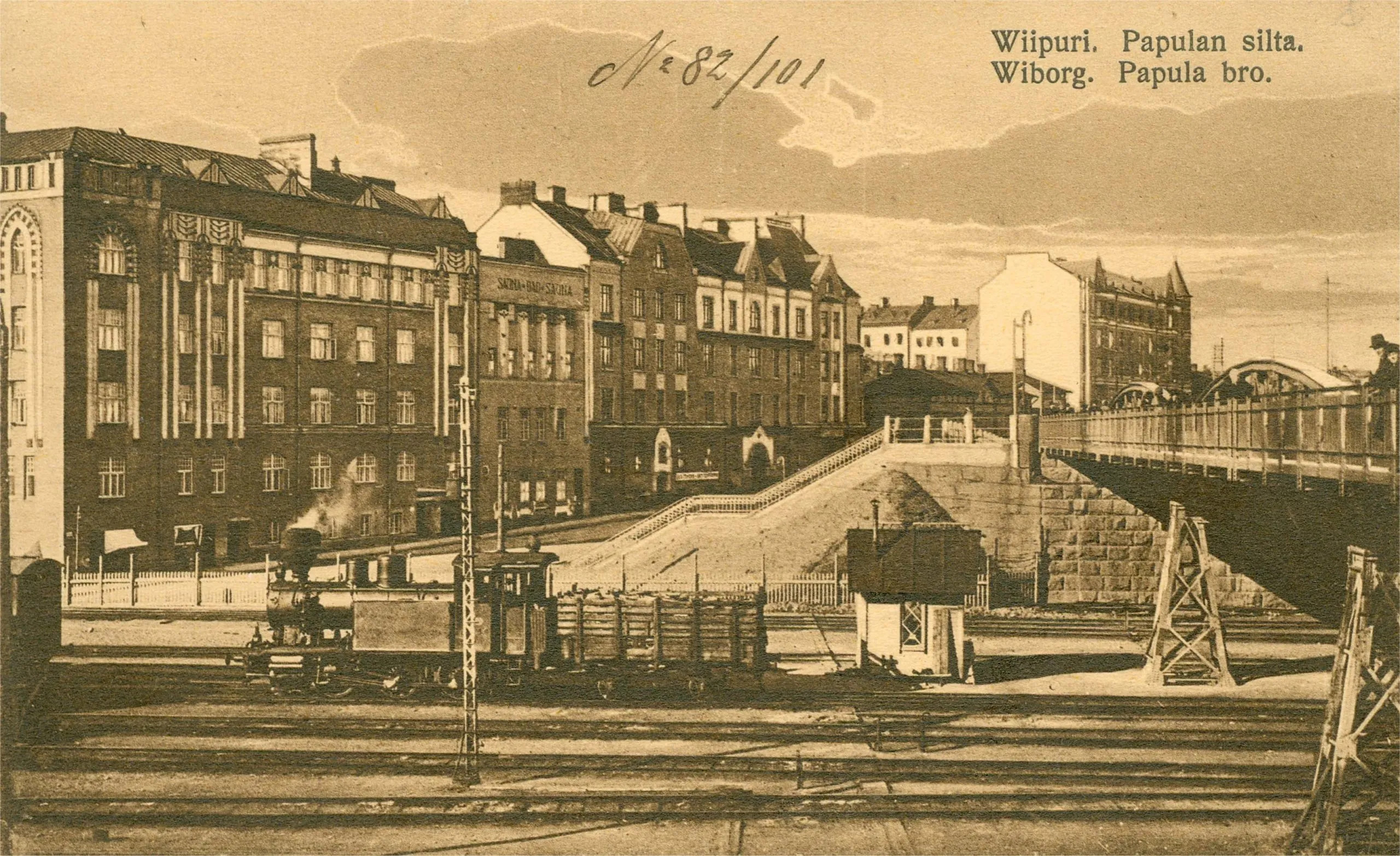
Вид на дома №2, 4 и 8 (1920 год)
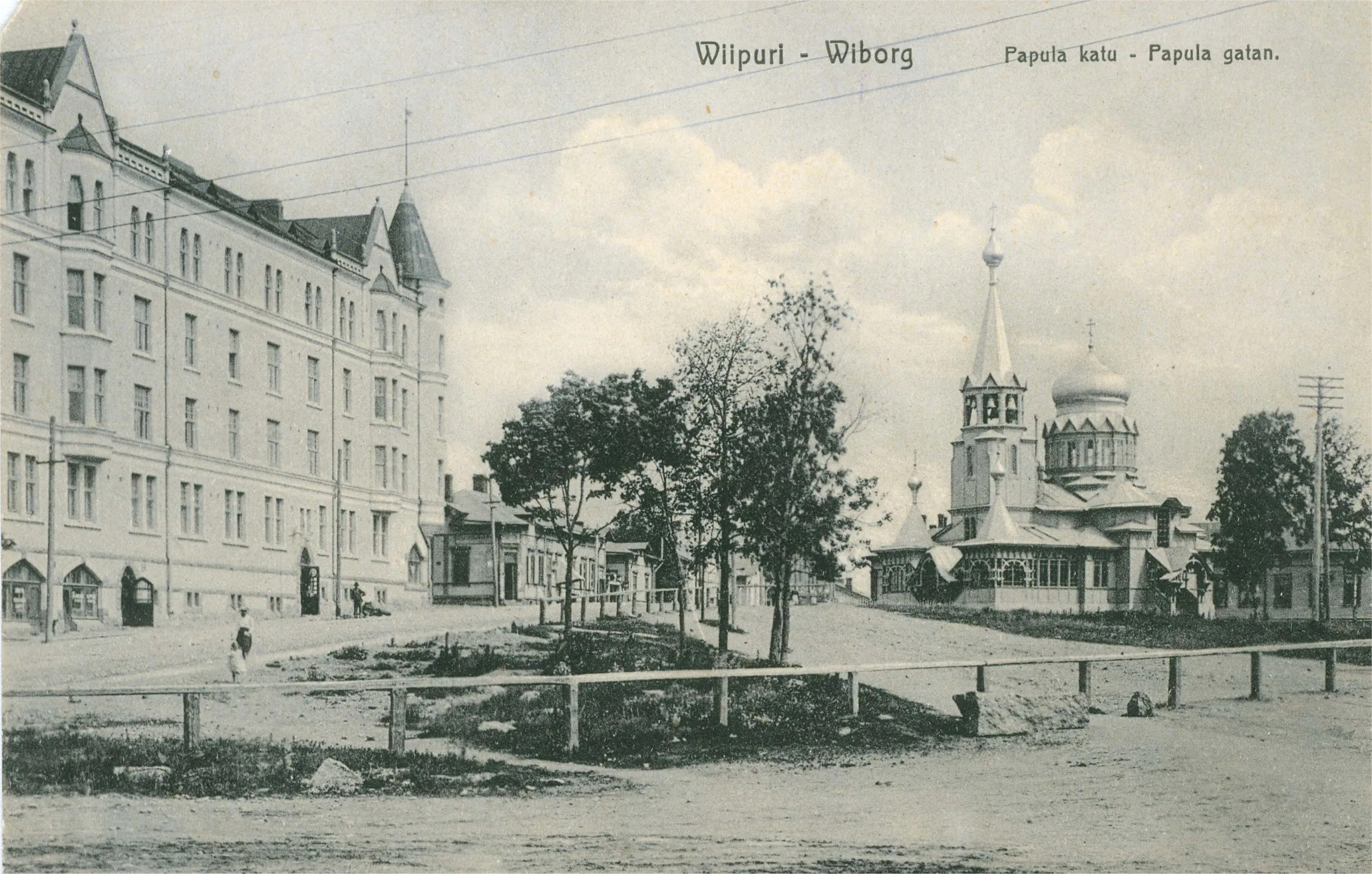
Дом № 8 и церковь Тихвинской иконы Божьей Матери (дореволюционное фото)
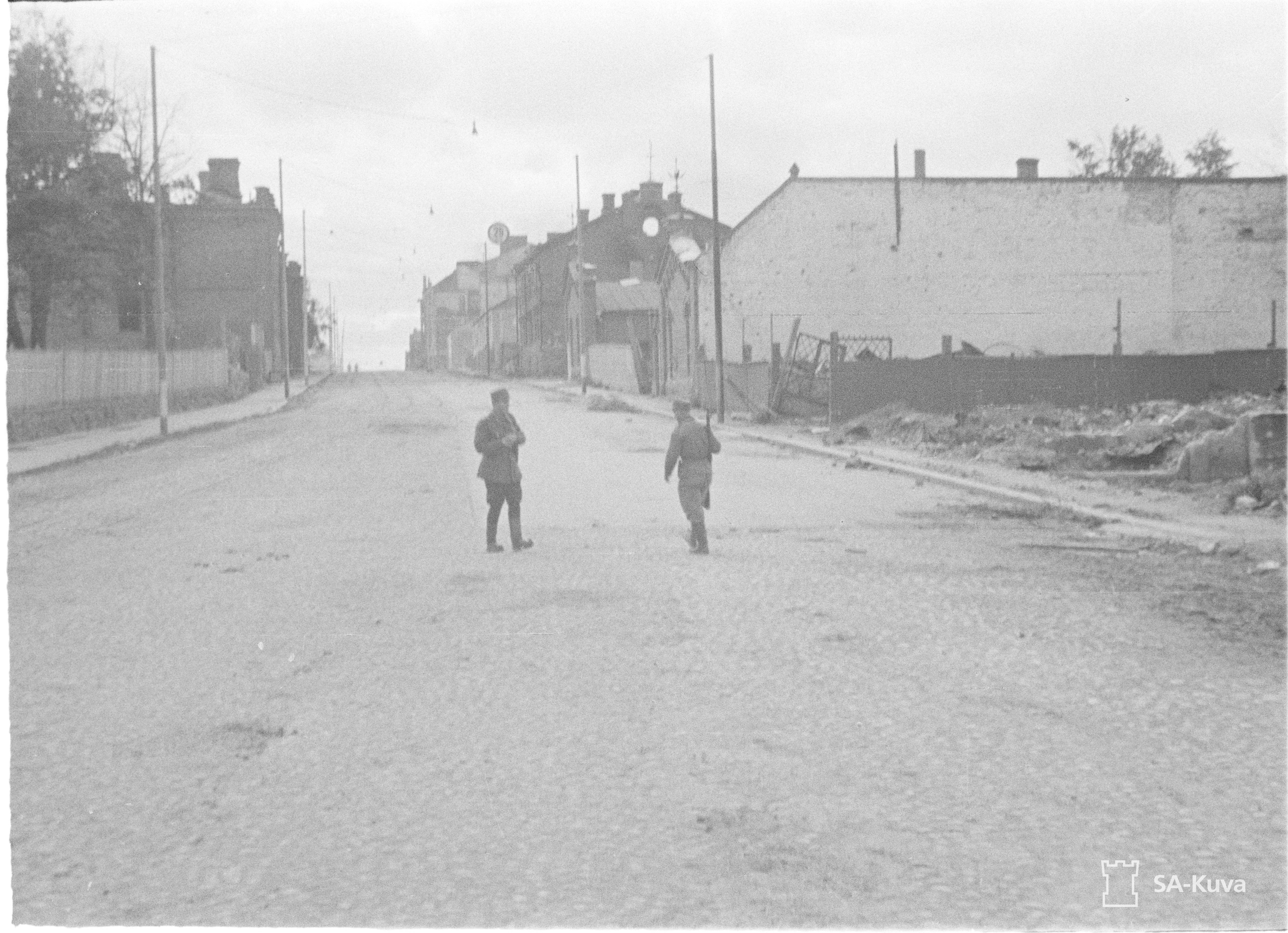
Вид на разрушенную улицу от Папульского моста (1941 год)
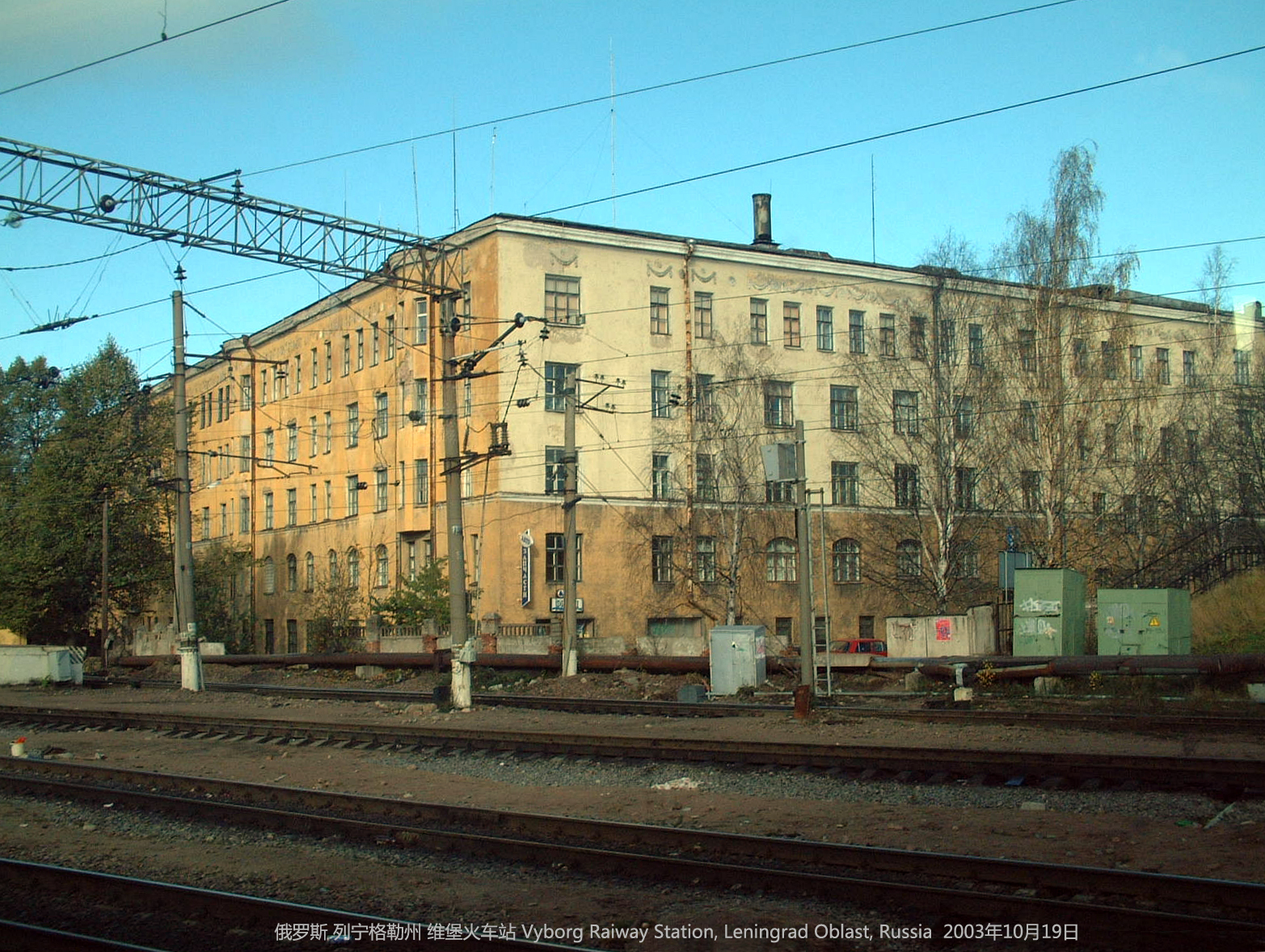
Колледж гражданской авиации (фото 2003 года)